# Gynoplistia plumbeicolor
Gynoplistia plumbeicolor är en tvåvingeart som beskrevs av Alexander 1959. Gynoplistia plumbeicolor ingår i släktet Gynoplistia och familjen småharkrankar. Inga underarter finns listade i Catalogue of Life.